# 費多里夫卡 (韋謝利諾韋區)
47°17′48″N 31°18′9″E / 47.29667°N 31.30250°E
費多里夫卡（烏克蘭語：Федорівка），是烏克蘭南部的村莊，隸屬尼古拉耶夫州的沃茲涅先斯克區。該村面積0.91平方公里，海拔高度102米，2001年人口342，人口密度每平方公里377.9人。